# Universidad de Stellenbosch
La  Universidad de Stellenbosch  (en inglés,  Stellenbosch University, en afrikáans,  Universiteit van Stellenbosch) es la universidad sudafricana más antigua. Es trilingüe inglés-afrikáans-alemán. Está situada en la ciudad de Stellenbosch.

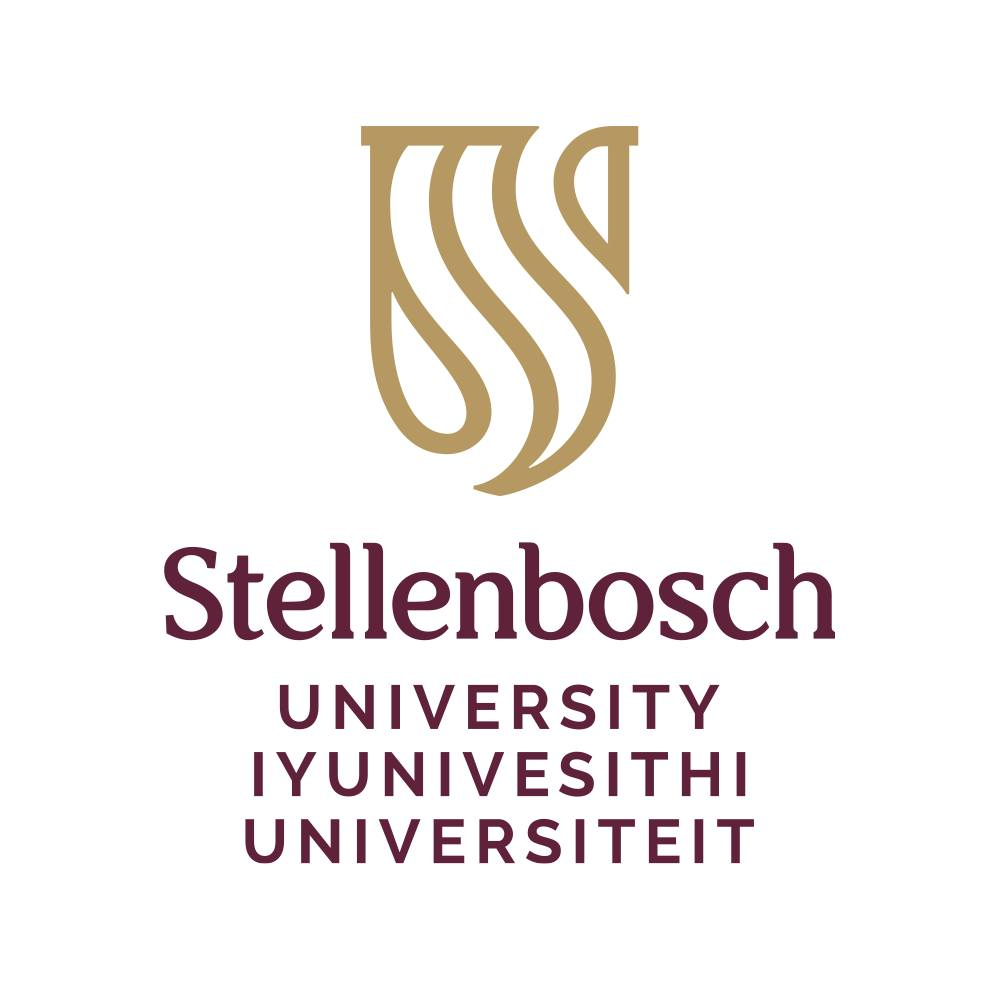

## Historia
Stellenbosch Gymnasium fue fundada en 1866. En 1874, Stellenbosch se convirtió en una universidad con los departamentos de arte, matemáticas y física. En 1878 se inscribieron las primeras alumnas.

## Lengua
Stellenbosch es una de las pocas universidades que todavía enseña en afrikáans. Los estudiantes pueden tomar exámenes en inglés o afrikáans.

## Demografía de Estudiantes
| Inscripción étnica, 2016 | Porcentaje | Total number |
| ------------------------ | ---------- | ------------ |
| Caucásico                | 61.3%      | 18,907       |
| Multirracial             | 17.6%      | 5,443        |
| Negro                    | 18.2%      | 5,629        |
| Indio                    | 2.8%       | 875          |
| Total                    | 100%       | 30,854       |

## Alumnos
- James B. Hertzog
- Uys Krige
- Jan Smuts
- Betsie Verwoerd
- Hendrik Verwoerd
- Frederik van Zyl Slabbert
- Andries Treurnicht
- Danie Craven
- Bob Skinstad
- Mike Horn
- Susana Muhamad